# شنگس
شنگس (به انگلیسی: Shengus) یک روستا در پاکستان است که در گلگت-بلتستان واقع شده‌است. شنگس ۵۰۰ نفر جمعیت دارد.